# Copyright Term Extension Act
Закон о продлении срока охраны авторских прав (англ. Copyright Term Extension Act, сокращённо CTEA, также известен как закон о продлении срока охраны авторских прав имени Сонни Боно (англ. Sonny Bono Copyright Term Extension Act), закон Сонни Боно (англ. Sonny Bono Act) или, иронически, закон о защите Микки Мауса (англ. Mickey Mouse Protection Act) — федеральный закон США, принятый в 1998 году и расширивший сроки действия авторского права в США. Со времени подписания закона об авторском праве в 1976 году авторское право сохранялось в течение жизни автора и в течение 50 лет после его смерти или 75 лет для работ, сделанных по найму. Закон 1976 года также увеличил срок действия авторского права для работ, созданных до 1978 года, которые ещё не перешли в общественное достояние, с 28 до 47 лет, что в общей сложности составляет 75 лет. Закон 1998 года увеличил эти сроки до действия в течение жизни автора и 70 лет после его смерти, а для работ по найму — до 120 лет после создания или 95 лет после публикации в зависимости от того, какая дата раньше. Защита авторского права для работ, опубликованных до 1 января 1978 года, была увеличена на 20 лет и составила в общей сложности 95 лет с даты их публикации.
Этот закон практически «заморозил» дату продвижения общественного достояния в США для работ, защищённых более старыми законами об авторском праве. По этому закону, дополнительные работы, сделанные в 1923 году или позже, которые всё ещё охранялись авторским правом в 1998 году, не перейдут в общественное достояние до 2019 года или позже (в зависимости от даты создания), если владелец авторского права не выпустит их в общественное достояние до этого момента. В отличие от законов, увеличивающих срок действия авторского права в ЕС, закон Сонни Боно не восстанавливал авторское право для работ, срок действия авторского права у которых уже истёк. Закон увеличил сроки защиты для работ, которые охранялись авторским правом, и является ретроактивным. Тем не менее, работы, созданные до 1 января 1978 года и не опубликованные или зарегистрированные до последнего времени, рассматриваются в отдельной секции закона (раздел 17 кодекса США, параграф 303) и могут быть под защитой авторского права до 2047 года. Законопроект стал законом 105—298 27 октября 1998 года.

## Предыстория

Расширение периода действия авторского права в США (при условии, что авторы создают свои работы за 35 лет до своей смерти)

По Бернской конвенции об охране литературных и художественных произведений подписавшие документ страны обязаны предоставлять защиту авторского права в течение как минимум срока жизни автора и 50 лет после его смерти, но они имеют право предоставить и больший срок защиты. После директивы о сроке авторского права 1993 года страны-члены Европейского союза приняли срок защиты в течение жизни автора и 70 лет после его смерти. Соединённые Штаты Америки не подписывали Бернскую конвенцию до 1988 года, но предоставили минимальный срок защиты авторских прав, указанный в конвенции, после принятия закона об авторском праве 1976 года.
После присоединения США к Бернской конвенции, большое количество владельцев авторских прав успешно пролоббировало Конгресс США на ещё одно увеличение срока действия авторского права, чтобы предоставить тот же срок защиты, что существует в Европе. Закон был назван в память о конгрессмене Сонни Боно, умершем за 9 месяцев до того, как закон вступил в силу — до этого он был одним из 12 поддержавших аналогичный закон.
Члены Палаты представителей, симпатизировавшие владельцам ресторанов и баров, которые были недовольны практиками лицензирования Американского общества композиторов, авторов и издателей и Broadcast Music, Inc., практически пустили законопроект под откос. Как результат, в законопроект был включён Fairness in Music Licensing Act (с англ. — «Закон о справедливости лицензирования музыки»), который разрешил малому бизнесу публично исполнять музыку без необходимости уплаты лицензии.
Обе палаты США приняли законопроект в качестве публичного закона 105—298 путём устного голосования. Президент США Билл Клинтон подписал закон Сонни Боно о продлении срока охраны авторских прав 27 октября 1998 года.

## Политический климат

### Сенатский доклад 104—315
Сенатский доклад давал официальные причины принятия законов о расширении срока охраны авторском праве произведений и был первоначально написан в контексте закона об расширении срока охраны авторским правом (Copyright Term Extension Act) от 1995 года.

Целью законопроекта является обеспечение надлежащей защиты авторских прав для американских работ в зарубежных странах и продолжение экономических преимуществ здорового активного сальдо торговли в эксплуатации, защищённых авторским правом работ. Законопроект выполняет эти цели за счёт расширения текущего срока охраны произведений авторским правом в США еще на 21 год. Такое расширение обеспечит значительные торговые выгоды за счёт существенного согласования закона США об авторских прав с соответствующим законом Европейского союза, обеспечивая при этом справедливую компенсацию для американских авторов, которые заслуживают того, чтобы в полной мере извлечь выгоду из эксплуатации своих произведений. Кроме того, путём стимулирования создания новых работ и предоставление улучшенных экономических стимулов для сохранения существующих работ, такое расширение будет способствовать повышению долгосрочного объёма, жизнеспособности и доступности общественного достояния.
Оригинальный текст (англ.)The purpose of the bill is to ensure adequate copyright protection for American works in foreign nations and the continued economic benefits of a healthy surplus balance of trade in the exploitation of copyrighted works. The bill accomplishes these goals by extending the current U.S. copyright term for an additional 21 years. Such an extension will provide significant trade benefits by substantially harmonizing U.S. copyright law to that of the European Union while ensuring fair compensation for American creators who deserve to benefit fully from the exploitation of their works. Moreover, by stimulating the creation of new works and providing enhanced economic incentives to preserve existing works, such an extension will enhance the long-term volume, vitality and accessibility of the public domain.

Авторы доклада исходили из того, что увеличение срока защиты авторских прав перенесёт пользу США, обеспечивая более высокий уровень защиты для своих работ в зарубежных странах и даёт больше стимулов для оцифровки и сохранения работы, поскольку существует исключительное право на них. Однако, согласно Бернской конвенции не происходит «экспортирование» права, то есть объекты интеллектуальной собственности защищаются в каждой стране по своему: исходя из законодательства страны в которой используется то или иное произведение, а не страны его происхождения. Таким образом произведения, переход которых в общественное достояние был «заморожен» в США уже перешли в общественное достояние в других странах. В докладе также включены мнения меньшинства: Херба Коля и Хэнка Брауна, которые считали, что расширение срока охраны были финансовые непредвиденной для нынешних владельцев защищённых авторским правом материалов в ущерб использованию материалов общественностью.

### Поддержка
С 1990 года The Walt Disney Company лоббировала продление авторских прав, что откладывало переход в общественное достояние самых ранних фильмов о Микки Маусе, благодаря чему данный закон получил у его критиков название «Закон о защите Микки Мауса» (The Mickey Mouse Protection Act).
Акт поддержали конгрессвумэн от Калифорнии Мэри Боно (вдова Сонни Боно и его преемница в Конгрессе США), имение композитора Джорджа Гершвина. Мэри Боно, выступая в Палате представителей США, сказала:

На самом деле, Сонни хотел чтобы срок охраны авторским правом длился вечно. Мне сообщили сотрудники, что такое изменение нарушило бы Конституцию… Как вы знаете, есть также предложение Джека Валенти чтобы срок охраны длился вечно минус один день. Возможно, Комитет может рассмотреть это в следующем Конгрессе
Оригинальный текст (англ.)Actually, Sonny wanted the term of copyright protection to last forever. I am informed by staff that such a change would violate the Constitution. … As you know, there is also Jack Valenti’s proposal for term to last forever less one day. Perhaps the Committee may look at that next Congress.

Сторонники закона Боно утверждают, что он необходим, учитывая, что продолжительность жизни людей значительно возросла с тех пор как Конгресс принял первоначальный Закон об авторском праве 1790 года; что разница в законодательстве об авторских правах между США и Европой, негативно скажется на международных операциях индустрии развлечений; и что некоторые работы будут созданы в рамках более длительного срока охраны авторским правом, которые никогда не будет созданы в рамках существующего авторского права. Они также утверждали, что защищённые авторским правом работы, являются важным источником дохода в США и что медиа, такие как VHS, DVD, кабельное и спутниковое телевидение увеличивали стоимость и коммерческую жизнь фильмов и телевизионных сериалов.
Сторонники утверждают, что Конгресс имеет право повышать срок охраны авторскими правами настолько, насколько он хочет, потому что формулировка «содействовать прогрессу науки и полезных искусств» в Конституции США не является существенным ограничением полномочий Конгресса, оставляя единственным ограничением, то что авторские права должны оставаться в течение «ограниченного времени». Однако, в каком отношении предоставленное время должно быть ограничено, никогда не было определено, таким образом, даже несуразно длинный, но конечный, срок всё равно будет подходить под определение «ограниченное время» согласно букве Конституции, поскольку Конгресс, якобы устанавливая данное ограничение, чтобы содействовать прогрессу науки и полезных искусств (as long as Congress was ostensibly setting this limit to promote the progress of science and useful arts). Это был один из аргументов, который взял верх в деле «Элдред против Эшкрофта», когда Верховный Суд поддержал конституционность закона Боно. Сторонники закона также отмечали, что расширение не препятствует всем работам переходить в общественное достояние. Они отметили, что закон об авторском праве 1976 года устанавливал, что неопубликованные работы, созданные до 1978 года перейдут в общественное достояние 1 января 2003 года: если автор известен срок жизни автора + 70 лет, если неизвестен — 120 лет с момента создания; данное положение закон 1998 года оставил без изменений Они также утверждают, что Конгресс фактически расширило сферу общественного достояния, поскольку впервые неопубликованные работы перейдут в общественное достояние
По утверждениям сторонников, авторское право способствует прогрессу в искусстве. С расширением срока охраны авторских прав, будущие художники должны создать что-то оригинальное, а не использовать старые работы, однако, если бы закон был принят в 1960-х годы, вряд ли Энди Уорхол смог бы продать или даже выставить какую-либо из своих работ, поскольку все они включали ранее защищённый авторским правом материал. Сторонники утверждали, что более важно поощрять всех создателей создавать новые произведения, а не только правообладателей.
Сторонники говорят, что авторское право лучше сохраняет такую интеллектуальную собственность как кино, музыка и телевизионные шоу. В качестве примера приводится случай классического фильма «Эта прекрасная жизнь». До того как Republic Pictures и Spelling Entertainment, которым принадлежат права на съёмку фильма по одноимённому рассказу и музыку даже после того, как сам фильм стал общественным достоянием, начали отстаивать свои права на фильм, различные местные телевизионные станции и кабельные сети без конца показывали этот фильм. Обозреватель Нью-Йорк Таймс Билл Картер сказал: «Ценность фильма была девальвирована» (англ. the film’s currency was being devalued). Было сделано много разных версий фильма, и большинство, если не все, были в ужасном состоянии. После того, как основополагающие права (англ. Underlying rights) на фильм были приведены в исполнение, была произведена высококачественная реставрация, которую приветствовали критики. Кроме того, сторонники отмечали, что, как только произведение попадает в общественное достояние, нет никакой гарантии, что оно будет более доступным или более дешёвым. Предполагая, что качественные копии произведений общественного достояния не являются широко доступными, они утверждают, что одна из причин отсутствия доступности может быть связана с нежеланием издателей публиковать работу, которая находится в общественном достоянии, из опасения, что они не смогут окупить свои инвестиции или заработать достаточную прибыль.
Сторонники отвергают идею о том, что только работы в общественном достоянии могут обеспечить художественное вдохновение. Они отмечают, что оппоненты не учитывают, что авторское право распространяется только на выражения идей, а не на сами идеи. Таким образом, художники могут свободно получать идеи из произведений, защищенных авторским правом, до тех пор, пока они не нарушают. Заимствование идей и тому подобное часто встречается в кино, телевидении и музыке даже в произведениях, защищенных авторским правом (см. scènes à faire, разделение идеи и выражения и шаблонный персонаж). Такие работы, как пародия, выигрывают от добросовестного использования.
Как заявляли сторонники закона, расширенное авторское право является своего рода «корпоративным благосостоянием». Они заявляли, что многие противники также заинтересованы в этом деле, утверждая, что те, кто выступает против продления срока действия авторских прав, в основном являются предприятиями, которые зависят от распространения фильмов и видео, которые потеряли свои авторские права.
Один из аргументов против закона основывался на первой поправке. Однако в деле Harper & Row против Nation Enterprises суд разъяснил, как авторское право «уважает и надлежащим образом защищает свободу слова, защищенную Первой поправкой». Следуя этому подходу, суды постановили, что авторские права «категорически защищены от возражений в соответствии с Первой поправкой».

### Противодействие
Критики закона утверждали, что в Соединенных Штатах никогда не было первоначального намерения расширить защиту авторских прав. Адвокат Дженни Диксон упоминает, что «Соединенные Штаты всегда рассматривали авторское право прежде всего как средство достижения социальной выгоды, основанное на убеждении, что поощрение индивидуальных усилий путём личной выгоды является лучшим способом продвижения общественного благосостояния»; однако «США не рассматривают авторское право как „естественное право“». По словам Диксона, увеличение количества защищённых авторским правом работ даёт преимущества авторам, а доступ общественности к этим работам затрудняется, и сфера общественного достояния сокращается. Одним из таких расширений защиты, о которых упоминает Диксон, является защита произведения авторским правом на протяжении жизни автора и ещё двух поколений, и оппоненты утверждают, что для защиты авторских прав не существует ни законодательства, ни намерения. «Эти конституционно обоснованные аргументы» об ограничении прав собственности «вновь и вновь отвергаются».
Профессор права Деннис Карьяла возглавил попытку воспрепятствовать принятию закона. Он дал показания в судебных комитетах, утверждая, что «продление срока защиты авторских прав повлечёт значительные расходы для широкой общественности Соединённых Штатов без предоставления какой-либо общественной выгоды. Законопроекты о продлении срока действия представляют собой фундаментальный отход от концепции Соединённых Штатов, согласно которой законодательство об интеллектуальной собственности служит общественной цели».
Передовица в «Нью-Йорк Таймс» от 21 февраля 1998 года выступила против продления авторских прав. В статье говорилось: «когда сенатор Хэтч жалуется, что „Рапсодия в стиле блюз“ Джорджа Гершвина скоро окажется в общественном достоянии, он представляет общественное достояние тёмной бездной, куда уходят песни, чтобы никогда не быть услышанными снова. На самом деле переход произведения в общественное достояние означает, что общественность может свободно им пользоваться, заново ввести его в употребление».
Противники закона Боно считают, что закон является законом о корпоративном благосостоянии, и безуспешно пытались, подав иск в Верховный суд США (см. Элдред против Эшкрофта), объявить его неконституционным, утверждая, что такой акт не является «необходимым и надлежащим» для достижения провозглашённой Конституцией цели «содействия прогрессу науки и полезных искусств». Они утверждают, что большинство работ приносят большую часть прибыли в течение первых нескольких лет, а затем вытесняются с рынка издателями. Таким образом, экономический стимул к продлению срока действия авторских прав невелик, за исключением немногих владельцев франшиз, которые пользуются бешеным успехом, таких как Disney. Они также указывают, что Десятая поправка может быть истолкована как наложение ограничений на полномочия, которые Конгресс может извлечь из договора. Говоря более прямо, они рассматривают два последовательных срока примерно по 20 лет каждый (закон об авторском праве 1976 года и закон Боно) как начало «скользкого склона» к вечному авторскому праву, которое аннулирует аннулирует предполагаемый эффект и нарушает дух формулировки «на ограниченный срок» (статья I, раздел 8, пункт 8). Устные аргументы были услышаны Верховным судом 9 октября 2002 года. 15 января 2003 года Верховный суд признал закон конституционным большинством голосов (7—2).
Некоторые оппоненты подвергли сомнению аргумент сторонников закона, касающийся увеличения ожидаемой продолжительности жизни, сравнивая рост сроков действия авторского права и срока действия патентов с ростом продолжительности жизни. Ожидаемая продолжительность жизни возросла с 35 лет в 1800 году до 77,6 года в 2002 году. Хотя сроки действия авторских прав выросли в три раза, изначально с 28 лет (согласно Закону об авторском праве 1790 года), ожидаемая продолжительность жизни примерно удвоилась. Кроме того, статистика ожидаемой продолжительности жизни искажена из-за исторически высоких показателей младенческой смертности. С поправкой на младенческую смертность ожидаемая продолжительность жизни увеличилась только на пятнадцать лет в период с 1850 по 2000 год. Кроме того, с момента принятия закона 1790 года условия авторского права значительно увеличились, но условия патентования не были продлены параллельно, а срок охраны на 20 лет остался (предположительно в соответствии с законодательством) адекватная компенсация за инновации в технической области. Семнадцать видных экономистов, в том числе Кеннет Эрроу, Рональд Коуз и Милтон Фридман, представили краткое изложение протеста против законопроекта, когда он был оспорен в суде. Они утверждали, что дисконтированная приведённая стоимость продления составляла только 1 % для вновь созданных произведений, в то время как увеличение транзакционных издержек, вызванных продлением сроков охраны старых работ, было бы очень большим и без какой-либо маргинальной выгоды.
Противники также утверждают, что закон поощряет «оффшорное производство». Например, производные работы могут быть созданы за пределами Соединенных Штатов в областях, где срок действия авторских прав истёк, и что закон США запретит эти работы для жителей США. Например, фильм о Микки Маусе, играющем с компьютером, может быть легально создан в России, но фильму будет отказано в допуске к ввозу таможней США из-за авторских прав, что приведёт к тому, что американские дети его лишатся. Точно так же первая книга о Винни-Пухе была опубликована в 1926 году и стала бы общественным достоянием в 2001 году.
Оппоненты выделяют ещё один возможный вред от расширения авторского права: утрату производственной ценности частных коллекций произведений, защищённых авторским правом. Человек, который собирал защищённые авторским правом произведения, которые вскоре «выйдут из-под авторского права», намереваясь переиздать их по истечении срока действия авторского права, потерял возможность использовать свои капитальные затраты ещё на 20 лет, когда был принят закон Боно. Это была часть основного аргумента в деле Элдред против Эшкрофта. Таким образом, Закон Боно воспринимается как дестабилизирующий сферу торговли и инвестиций, которые имеют лучшую теоретико правовую основу, чем интеллектуальная собственность, теория которой была разработана относительно недавно и часто критикуется как корпоративная химера. Можно предположить, что если кто-то сделал такую инвестицию, а затем произвел производное произведение (или, возможно, даже переиздал произведение в ipse), он мог бы противостоять иску владельца авторских прав, заявив, что Конгресс неконституционно сделал ex post facto ограничение на ранее неограниченное.
Фактически некоторые произведения, созданные в рамках ограниченного по времени авторского права, не будут создаваться в рамках бессрочного авторского права, потому что создатель отдалённого производного произведения не имеет денег и ресурсов, чтобы найти владельца авторских прав в оригинальном произведении и купить лицензию, или индивидуальный или частный владелец авторских прав в оригинальном произведении может отказаться лицензировать использование по любой цене (хотя отказ от лицензии может вызвать предохранительный клапан добросовестного использования). Таким образом, по мнению противников закона, богатое, постоянно пополняемое общественное достояние необходимо для продолжения художественного творчества.
В 2003 году истцы по делу Эльдреда начали лоббировать в Конгрессе принятие закона, названного Public Domain Enhancement Act (с англ. — «Закон об улучшении общественного достояния»), который бы сделал положения закона Сонни Боно применимыми только к субъектам авторского права, зарегистрированным в Библиотеке Конгресса.